# Aulotrachichthys atlanticus
El reloj luminoso atlántico es la especie Aulotrachichthys atlanticus, un pez marino de la familia traquictíidos, distribuida por la costa oeste del océano Atlántico desde el norte de Brasil hasta casi el océano Antártico. De escasa importancia pesquera.

## Anatomía
Cuerpo pequeño y de color oscuro, con una longitud máxima descrita de 10,3 cm.

## Hábitat y biología
Viven pegados al fondo de mares tropicales y templados, entre los 115 m y 210 m de profundidad, aunque parece ser que la profundidad más usual que buscan es entre 152 y 159 metros. Los juveniles son pelágicos y viven mucho más cerca de la costa.